# Сражение под Фокшанами
Сраже́ние под Фокша́нами — сражение, состоявшееся 21 июля (1 августа) 1789 год между русско-австрийской армией под командованием генерал-аншефа А. В. Суворова (25 000 человек) и турецким войском Юсуф-паши (30 000 человек) в ходе русско-турецкой войны 1787—1791 годов.
Союзник России в войне 1787—1791 годов, Австрийская монархия, выделила для совместных с русскими боевых действий корпус под командованием фельдмаршала принца Саксонского Фридриха Кобурга (18 000 человек), стоявший вдоль реки Серет. В задачу А. В. Суворова, возглавлявшего 7-тысячную правофланговую 3-ю дивизию, входило взаимодействие с этим корпусом. Армия Суворова размещалась между реками Прут и Серет в районе Бырлада. Турецкий 30-тысячный корпус Юсуф-паши располагался в лагере в районе Фокшан и у переправы через реку Путна. Целью его было разбить своих противников, принца Кобургского и Суворова, поодиночке.

План сражения под Фокшанами

Турецкий план стал известен Фридриху Кобургу, который послал Суворову депешу о том, что в одиночку он не может противостоять турецкому войску и просит Суворова прийти к нему на помощь. Суворов со своим отрядом 16 (27) июля незамедлительно выступил на соединение с союзником. Его отряд за 26 часов прошёл более 40 вёрст и соединился с австрийцами вечером 17 (28) июля.
После суточного отдыха в 3 часа утра 19 (30) июля объединённый русско-австрийский отряд под командованием А. В. Суворова выступил в поход, продолжавшийся весь день (свыше 60 км), и на ночь остановился у Маринешти (Мэрэшешти). Высланный Суворовым разведывательный отряд в районе реки Путна столкнулся с дозорным отрядом турок, двигавшимся впереди основных сил. Турецкий отряд был разбит и понёс большие потери. Встреча с русско-австрийским отрядом стала полной неожиданностью для турок, полагавших, что им противостоят только австрийцы.
В ночь с 20 (31) июля на 21 июля (1 августа) русско-австрийские войска переправились через Путну и начали наступление на Фокшаны, находившиеся в 15 км, отбивая мелкие конные отряды турок. Через три часа после начала наступления атаки турецкой кавалерии усилились. Основное сражение началось в 10 часов утра, когда турки открыли артиллерийский огонь по наступавшим русским частям. Русским пушкарям вскоре удалось подавить батареи Юсуф-паши. Затем, в результате конной атаки правое крыло Юсуф-паши было смято и потеснено на тысячу шагов. В ходе дальнейшей атаки пехотой турецкие войска отступили. Часть из них укрылась за стенами монастырей Святого Самуила и Святого Иоанна. Русским войскам после артобстрела удалось захватить большую часть монастыря Святого Самуила, после чего турки взорвали пороховой погреб, что, однако, повлекло только лёгкие ранения у русских. Австрийские же войска тем временем взяли монастырь Святого Иоанна, пленив 52 человека.
В 13 часов бой был окончен полной победой русско-австрийских войск. Союзники потеряли около 400 человек убитыми (из них русских — 15 человек), турки — 1600 человек и 12 орудий. Турецкие войска бежали к рекам Безо и Рымник, долго ещё преследуемые лёгкой конницей союзников. В результате успешных действий русско-австрийских войск был сорван план турецкого командования разгромить корпус Фридриха Кобурга и дивизию Суворова поодиночке.